# Етнобріологія
Етнобріологія — це розділ етноботаніки, що вивчає взаємодію між людиною та мохоподібними рослинами, зокрема традиційне використання цих рослин у різних культурах. Термін був введений близько 50 років тому в контексті досліджень мохоподібних.